# Гохфільцен
Гохфільцен (нім. Hochfilzen) — невелике поселення в Австрії, в історичній місцевості Тіроль. 2005 року населення становило 1131 людину. Знамените своїми лижними трасами. Чотири рази (1978, 1998, 2005, 2017) у Гохфільцені відбувався чемпіонат світу з біатлону. Щороку в цьому населеному пункті відбувається етап Кубку світу з біатлону.
|                                     |
| Гохфільцен на мапі округу та землі. |

 Адреса управління громади: Dorf 35, 6395 Hochfilzen.

## Демографія
Історична динаміка населення міста за даними сайту Statistik Austria

## Відомі жителі
- Домінік Ландертінгер (нар. 1988) — австрійський біатлоніст, чемпіон світу, призер Олімпійських ігор.